# Wahre Orthodoxe Kirche Rumäniens
Die Wahre Orthodoxe Kirche Rumäniens ist eine kleine altkalendarische orthodoxe Kirche in Rumänien. Sie wird von den meisten orthodoxen Kirchen nicht als kanonisch anerkannt.

## Geschichte
1924 stellte sich die Rumänisch-Orthodoxe Kirche vom alten Julianischen auf den Neujulianischen Kalender um. Es entstand die Orthodoxe Altkalendarische Kirche Rumäniens, sowie weitere kleine Gemeinden, die diesen Wechsel ablehnten.
1945 entstand aus diesen Gemeinden der Cultul Ortodox Pravoslavnic und 1946 der Cultul Ortodox Traditionalist. Beide wurden 1950 wieder verboten.
1964 gründete Victor Leu die Wahre Orthodoxe Kirche Rumäniens. Er ernannte sich zum Erzbischof und leitete die Kirche mit Sitz in Bukarest. Er behauptete, 1948 im Gefängnis vom Metropoliten der Russischen Orthodoxen Kirche im Ausland zum Bischof geweiht worden zu sein, konnte jedoch keine schriftlichen Belege dafür vorweisen. Dieses ist erforderlich, um die Weihe als kanonisch anerkennen zu können und die apostolische Sukzession zu garantieren.
2008 ging die Kirche eine Kirchengemeinschaft mit der Wahren Orthodoxen Kirche Griechenlands (Matthäus-Synode), und mit den neuen Wahren Orthodoxen Kirchen Zyperns, Russlands und Kenias ein.

## Strukturen
Die Wahre Orthodoxe Kirche Rumäniens hat drei Klöster, acht Priester und zählt etwa 4.000 Gläubige. Ihr Sitz ist heute in Movilica (Vrancea).
Sie folgt dem Julianischen Kalender.